# Marius Stavrositu
Marius Stavrositu (n. 3 septembrie 1980, în Constanța) este un handbalist român care joacă pentru CSA Steaua București pe postul de coordonator de joc. Până în anul 2009, el a fost și component al echipei naționale a României.

## Carieră
Marius Stavrositu a început să joace handbal la Clubul Sportiv Școlar nr.1 Constanța, sub îndrumarea profesorilor Cornel Damian și Mihail Făgărășan. Cu CSȘ Constanța, el a devenit campion național la juniori I, în ediția 36 a campionatului, 1996-1997. 
În anul competițional 1997-1998, Marius Stavrositu este promovat la echipa de seniori Portul Constanța, care se va numi ulterior HCM. La început, el a jucat cu dublă legitimare. Alături de HCM Constanța, Stavrositu a câștigat de trei ori campionatul României, în 2004, 2006 și 2007, precum și Cupa României, în 2006. Începând din 2007, el a evoluat timp de trei sezoane la Steaua MFA București. Împreună cu echipa bucureșteană, Stavrositu a câștigat campionatul în 2008 și două cupe ale României, în 2008 și 2009. În 2010, Marius Stavrositu s-a întors la HCM Constanța.
Stavrositu a debutat la naționala de seniori în 1997. Până în anul 2009, el a jucat pentru România în 105 de meciuri, în care a înscris 234 de goluri.

## Palmares
- Liga Națională:
  - Câștigător: 2004, 2006, 2007, 2008, 2011, 2012, 2013
- Cupa României:
  -  Câștigător: 2006, 2008, 2009, 2011, 2012, 2013, 2014
- Supercupa României:
  -  Câștigător: 2013
- Cupa Cupelor EHF:
  - Semifinalist: 2006, 2010
  - Sfertfinalist: 2007
- Cupa Challenge EHF:
  - Semifinalist: 2004